# Stenobarichneumon citator
Stenobarichneumon citator är en stekelart som först beskrevs av Carl Peter Thunberg 1822.  Stenobarichneumon citator ingår i släktet Stenobarichneumon och familjen brokparasitsteklar. Arten är reproducerande i Sverige. Inga underarter finns listade i Catalogue of Life.